# Poule-les-Écharmeaux
Poule-les-Écharmeaux és un municipi francès situat al departament del Roine i a la regió d'Alvèrnia-Roine-Alps. L'any 2007 tenia 973 habitants.

## Demografia

### Població
El 2007 la població de fet de Poule-les-Écharmeaux era de 973 persones. Hi havia 406 famílies de les quals 130 eren unipersonals (73 homes vivint sols i 57 dones vivint soles), 114 parelles sense fills, 138 parelles amb fills i 24 famílies monoparentals amb fills.
La població ha evolucionat segons el següent gràfic:
Habitants censats

### Habitatges
El 2007 hi havia 622 habitatges, 410 eren l'habitatge principal de la família, 160 eren segones residències i 53 estaven desocupats. 573 eren cases i 48 eren apartaments. Dels 410 habitatges principals, 307 estaven ocupats pels seus propietaris, 93 estaven llogats i ocupats pels llogaters i 10 estaven cedits a títol gratuït; 2 tenien una cambra, 22 en tenien dues, 65 en tenien tres, 100 en tenien quatre i 221 en tenien cinc o més. 302 habitatges disposaven pel capbaix d'una plaça de pàrquing. A 186 habitatges hi havia un automòbil i a 176 n'hi havia dos o més.

### Piràmide de població
La piràmide de població per edats i sexe el 2009 era:
| Homes | Edats   | Dones |
| ----- | ------- | ----- |
| 0     | 95 o +  | 0     |
| 0     | 90 a 94 | 4     |
| 0     | 85 a 89 | 4     |
| 8     | 80 a 84 | 4     |
| 32    | 75 a 79 | 32    |
| 28    | 70 a 74 | 32    |
| 12    | 65 a 69 | 28    |
| 24    | 60 a 64 | 8     |
| 44    | 55 a 59 | 28    |
| 36    | 50 a 54 | 32    |
| 24    | 45 a 49 | 16    |
| 20    | 40 a 44 | 24    |
| 32    | 35 a 39 | 44    |
| 24    | 30 a 34 | 20    |
| 16    | 25 a 29 | 20    |
| 32    | 20 a 24 | 16    |
| 24    | 15 a 19 | 24    |
| 32    | 10 a 14 | 24    |
| 28    | 5 a 9   | 20    |
| 16    | 0 a 4   | 24    |

## Economia
El 2007 la població en edat de treballar era de 600 persones, 440 eren actives i 160 eren inactives. De les 440 persones actives 409 estaven ocupades (240 homes i 169 dones) i 31 estaven aturades (14 homes i 17 dones). De les 160 persones inactives 51 estaven jubilades, 53 estaven estudiant i 56 estaven classificades com a «altres inactius».

### Ingressos
El 2009 a Poule-les-Écharmeaux hi havia 435 unitats fiscals que integraven 1.061 persones, la mediana anual d'ingressos fiscals per persona era de 16.980 €.

### Activitats econòmiques
Dels 66 establiments que hi havia el 2007, 1 era d'una empresa extractiva, 3 d'empreses alimentàries, 2 d'empreses de fabricació de material elèctric, 1 d'una empresa de fabricació d'elements pel transport, 11 d'empreses de fabricació d'altres productes industrials, 15 d'empreses de construcció, 9 d'empreses de comerç i reparació d'automòbils, 3 d'empreses de transport, 8 d'empreses d'hostatgeria i restauració, 1 d'una empresa financera, 2 d'empreses immobiliàries, 5 d'empreses de serveis, 3 d'entitats de l'administració pública i 2 d'empreses classificades com a «altres activitats de serveis».
Dels 25 establiments de servei als particulars que hi havia el 2009, 1 era una oficina de correu, 2 tallers de reparació d'automòbils i de material agrícola, 2 paletes, 2 guixaires pintors, 8 fusteries, 3 lampisteries, 1 electricista, 2 perruqueries i 4 restaurants.
Dels 7 establiments comercials que hi havia el 2009, 1 era una botiga de menys de 120 m², 2 fleques, 1 una carnisseria, 1 una llibreria, 1 una sabateria i 1 una floristeria.
L'any 2000 a Poule-les-Écharmeaux hi havia 27 explotacions agrícoles que ocupaven un total de 420 hectàrees.

## Equipaments sanitaris i escolars
L'únic equipament sanitari que hi havia el 2009 era una farmàcia.
El 2009 hi havia 2 escoles elementals.

## Poblacions més properes
El següent diagrama mostra les poblacions més properes.